# Johann Christian Jüngken
Johann Christian Jüngken, född 12 juni 1794 Burg bei Magdeburg, död 9 september 1875 i Hannover, var en tysk kirurg och ögonläkare.
Jüngken blev 1834 professor i kirurgi och  oftalmiatrik vid universitetet i Berlin samt 1841 tillika professor i samma ämnen vid den militära medicinsk-kirurgiska akademien där. Han ledde 1828-68 Charitésjukhusets av honom 1828 organiserade klinik för ögonsjukdomar och 1840-68 därjämte dess kirurgiska klinik samt var på sin tid den mest ansedde ögonläkaren i norra Tyskland, till dess han genom den revolution, som oftalmologin undergick efter uppfinningen av ögonspegeln (1850), fördunklades av sin yngre kollega Albrecht von Graefe.
Bland Jüngkens lärjungar märktes dansken Frederik Christian Haugsted.